# Canton de Saint-Pierre
Pour les articles homonymes, voir Canton de Saint-Pierre (homonymie).
Le canton de Saint-Pierre est une ancienne division administrative française située dans le département et la région de la Martinique.

## Histoire
Par décret du 9 mai 1995, le canton de Saint-Pierre dépendant précédemment de l'arrondissement de Fort-de-France a été rattaché à l'arrondissement de Saint-Pierre
À la suite des élections territoriales de décembre 2015 concernant la collectivité territoriale unique de Martinique, le conseil régional et le conseil général sont remplacés par l'assemblée de Martinique. De fait, les cantons disparaissent.

## Géographie
Ce canton était organisé autour de la commune de Saint-Pierre dans l'arrondissement de Saint-Pierre.

## Administration
| Période | Période          | Identité              | Étiquette           | Qualité                                                                       |
| ------- | ---------------- | --------------------- | ------------------- | ----------------------------------------------------------------------------- |
| 1955    | 1979             | Eugène Pierre-Charles | SFIO puis Centriste | Inspecteur des impôts Maire de Saint-Pierre (1968-1977)                       |
| 1979    | 1982             | Jean Maurice          | app. UDF            | Maire de Saint-Pierre (1977-1988)                                             |
| 1982    | 1988             | Jean-Baptiste Edmond  | RPR                 | Maire de Fonds-Saint-Denis (1962-1989)                                        |
| 1988    | 1994             | Louis Pierre-Charles  | DVG puis DVD        | Maire de Saint-Pierre (1988-2001)                                             |
| 1994    | 1999 (démission) | Gérard Prufer         | DVD                 | Nommé rédacteur en chef de Radio-France-Outre-mer                             |
| 1999    | 2001             | Louis Pierre-Charles  | DVD                 | Maire de Saint-Pierre (1988-2001)                                             |
| 2001    | décembre 2015    | Raphaël Martine       | RDM                 | Infirmier Vice-président du Conseil général Maire de Saint-Pierre depuis 2001 |

### Conseillers généraux de l'ancien canton de Fonds-Saint-Denis
| Période | Période | Identité             | Étiquette     | Qualité                                |
| ------- | ------- | -------------------- | ------------- | -------------------------------------- |
| 1958    | 1982    | Jean-Baptiste Edmond | SFIO puis UDR | Maire de Fonds-Saint-Denis (1962-1989) |

## Composition
Le canton de Saint-Pierre regroupait deux communes :
- Fonds-Saint-Denis,
- Saint-Pierre,

et comptait 5 169 habitants (population municipale) au 1er janvier 2012,.

## Démographie
| 1961 | 1967  | 1974  | 1982  | 1990  | 1999  | 2006  | 2009  | 2012  |
| ---- | ----- | ----- | ----- | ----- | ----- | ----- | ----- | ----- |
| -    | 7 861 | 7 371 | 6 482 | 5 984 | 5 400 | 5 470 | 5 318 | 5 169 |